# Site acquisition

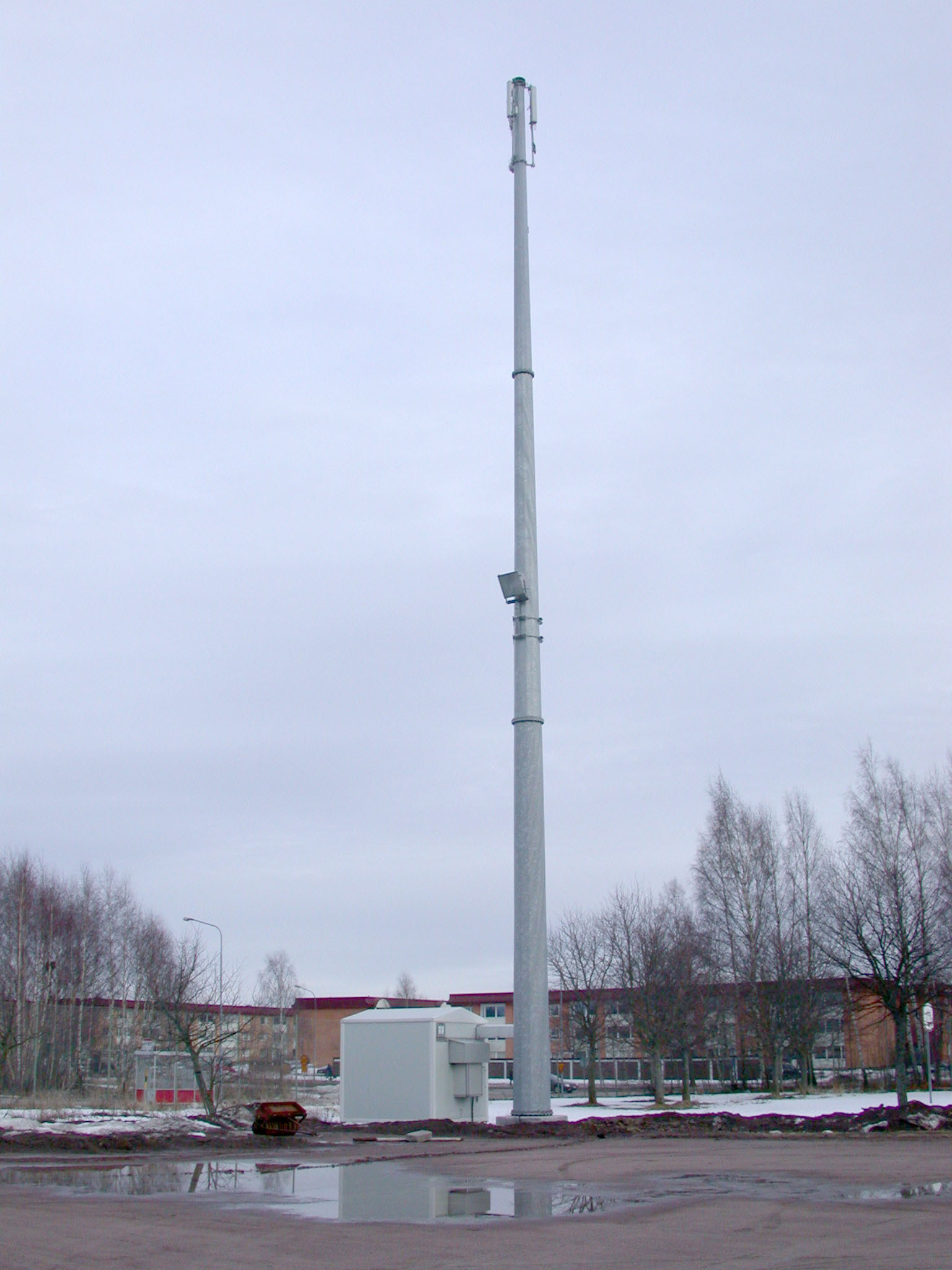
En greenfield-site, i detta fall en monopol med tillhörande teknikbod

Site acquisition (SA), ung.platsanskaffning, är en beteckning på den process som genomförs då olika typer av byggprojekt skall lanseras. Uttrycket är mycket vanligt förekommande vid byggnationer av olika typer av kommunikationsnät, till exempel för mobil telekommunikation

## Mobil telekommunikation
Innan SA-processen kan dras igång har radioplanerare (Radio Planner, RP) med hjälp av databaserade planeringsverktyg skapat en täckningsplan. Täckningsplanen visar var basstationer för mobil kommunikation måste byggas för att ge den täckning som efterfrågas. Baserat på täckningsplanen skapas sedan sökordrar (Site Search Orders, SSO) som lämnas till projektörer, ofta kallade Site Acquisition Agents eller Site Acquisition Contractors. Dessa koordineras av en Site Acquisition Coordinator, SAC.
SA-agenten kontrollerar SSO:n. I denna ges en nominell punkt, den optimala platsen för den nya basstationen. Här finns också anvisningar för i vilka riktningar antenner skall placeras, hur högt över marken antennerna måste sitta och vilken typ av basstation det är. SSO:n innehåller också ibland information om vilken typ av transmission som basstationen skall anslutas till. De vanligaste basstationerna är rooftops (RT) och greenfields (GF). En RT är vanligen en basstation som placeras i en byggnad, till exempel ett flerfamiljshus och där antennerna alltså monteras på taket. En GF är vanligen en basstation som byggs där det inte finns några konstruktioner för att bära antennerna. För detta byggs istället ett torn eller en mast och den tekniska utrustningen, själva basstationen, placeras i en teknikbod vid antennbärarens fot.
SA-agenten kontrollerar sedan med hjälp av karta var basstationen skall byggas. Därefter kontaktas fastighetsägaren för att kontrollera om denne är intresserad av att upplåta plats för basstationen. Om så är fallet gör SA-agenten ett besök för att rekognoscera platsen. Denna rekognoscering resulterar i en Site Search Report (SSR) där platsen beskrivs i detalj, inklusive ett rikhaltigt bildmaterial. Rapporten lämnas till SAC som skickar den på remiss till radioplaneraren och byggkoordinatorn (Civil Works Coordinator, CWC) som granskar och godkänner rapporten. Slutligen granskar och godkänner SAC rapporten och en Site Nomination Form (SNF) skrivs. I SNF nominerar de tre funktionerna RP, CW och SAC platsen och ger därigenom SA-agenten klartecken att gå vidare.

### Rooftop
Om basstationen är en RT tecknar nu SA-agenten avtal med fastighetsägaren enligt riktlinjer från uppdragsgivaren. Därefter lämnar SA-agenten de undertecknade avtalen till SAC samt uppdaterar SSR med eventuella ändringar. SSR kallas så för Final Site Acquisition Report (FSAR). Därmed är SA-processen klar.
Därefter lämnar SAC all dokumentation till CWC som beställer byggnationen.

### Greenfield
Om basstationen är en GF tecknar SA-agenten avtal med fastighetsägaren enligt riktlinjer från uppdragsgivaren. Därefter söker SA-agenten bygglov samt i förekommande fall samråd med andra instanser, ofta med tillståndsgivare av olika slag. I Sverige kan det till exempel röra sig om Länsstyrelsen, Försvarsmakten och Trafikverket. När dessa lämnat sitt godkännande lämnar SA-agenten alla beviljade tillstånd och avtalet till SAC samt uppdaterar SSR och skapar därmed en FSAR. Därmed är SA-processen klar.
Därefter lämnar SAC all dokumentation till CWC som beställer byggnationen.